# Fundación Lázaro Galdiano
A Fundación Lázaro Galdiano ou   Fundação Lázaro Galdiano  é uma instituição cultural que tem sua origem na coleção do antiquário erudito e  patrono cultural José Lázaro Galdiano, que em sua morte doou toda sua herança para o Estado espanhol, que assumiu o seu legado em dezembro de 1947. Os ativos consistem de sua mansão, a editora que criou (entre outras publicações a  revista Modern Espanha, que também é o nome da editora), uma biblioteca composta de 20 mil volumes, entre os quais manuscritos valiosos e cerca de 13 mil obras de arte, entre elas  El Aquelarre de Francisco de Goya. Estes trabalhos estão expostos no Museo Lázaro Galdiano.
No final dos anos quarenta, uma Comissão foi criada pela Fundação, a fim de administrar e gerenciar o volume  patrimonial. Partecipavam desta comissão, entre outros, os diretores da Real Academia de Belas Artes de San Fernando, a da Academia Real da História e do Conselho Nacional de Pesquisa. No início de 1951, a fundação abriu ao público o museo.
Além de seu trabalho em relação à preservação e divulgação do legado de Lázaro Galdiano, desde o início a Fundação apóia a restauração e conservação de monumentos importantes do património artístico da Espanha. Ela ajudou a financiar a exploração do complexo arqueológico de Medina Azahara, a Ermida de San Baudelio de Casillas, na província de Soria, o Palacio de la Aljafería em Saragoça e o Palácio do Arcebispo de Santiago de Compostela.
Além disso, a Fundação Lázaro Galdiano concede bolsas para pesquisa e edida, desde 1954, a revista artística Goya, uma referência de críticos de arte internacionais. Como recompensa pelo seu trabalho, em 1957, ganhou a Medalha de Honra da Academia Real de Belas Artes de San Fernando.